# Илиев, Николай (футболист)
Николай Илиев (болг. Николай Илиев; род. 31 марта 1964 года, София) — болгарский футболист, защитник.

## Клубная карьера
Николай Стефанов Илиев родился 31 марта 1964 года в Софии, Болгария.
Профессиональный дебют Илиева состоялся в 1982 году за команду «Левски», в которой он играл до 1989 года, а также в сезоне 1992/1993. В 1987 году был признан футболистом года в Болгарии.
Также выступал за итальянскую «Болонью» (1989—1991), немецкую «Герту» (1991—1992), французский «Ренн» (1993—1995).
Завершил карьеру игрока в 1995 году. С 2016 года является председателем правления клуба «Левски».

## Карьера в сборной
С 1986 по 1994 год провёл за сборную Болгарии 53 матча, в которых забил 3 гола. В 1987—1990 годах был капитаном команды. Попал в заявку сборной Болгарии на чемпионат мира 1994 года.

## Достижения

### Клубные
«Левски»
- Четырёхкратный чемпион Болгарии (1983/84, 1984/85, 1987/88, 1992/93)
- Четырёхкратный обладатель Кубка Болгарии (1982, 1984, 1986, 1992)

### Личные
- Орден «Стара-планина» II степени (20 июля 1994 года)[4]
- Почётный гражданин Софии
- Футболист года в Болгарии (1987)